# Bocca di San Ghjorghju
De Bocca di San Ghjorghju (of col Saint-Georges in het Frans) is een bergpas op het Franse eiland Corsica, een twintigtal kilometer ten oosten van de hoofdstad Ajaccio.
Over de pas loopt de weg T40, een van de belangrijkste verbindingswegen van het eiland. Deze verbindt Ajaccio en de T30 in het noordwesten met het zuiden van het eiland. Via de T30 en de Col de Vizzavona is het centrum (en noorden) van het eiland te bereiken.
De pasweg gaat over de uitlopers van het massief van de Monte Renoso.

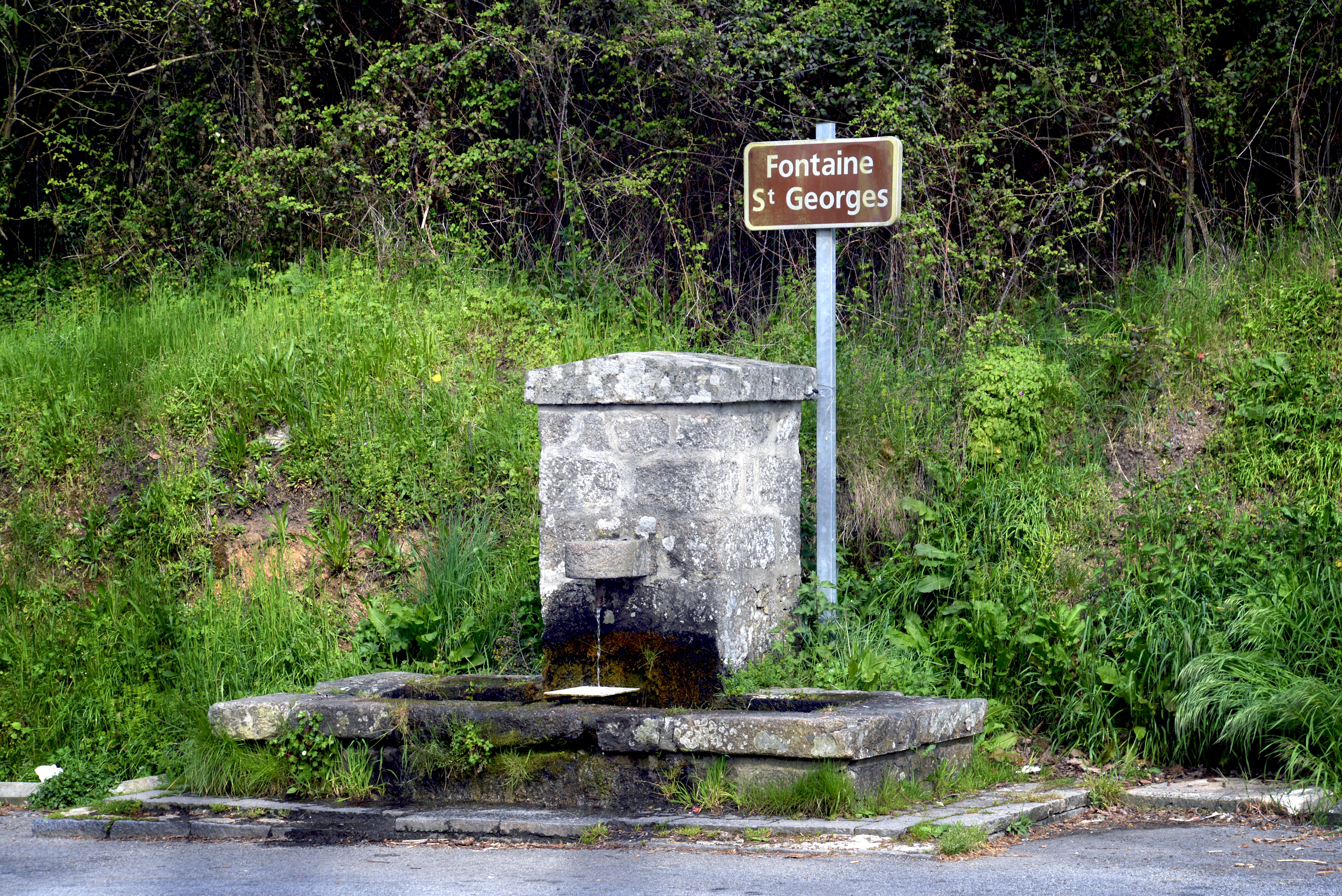
Fontein Saint-Georges op de col

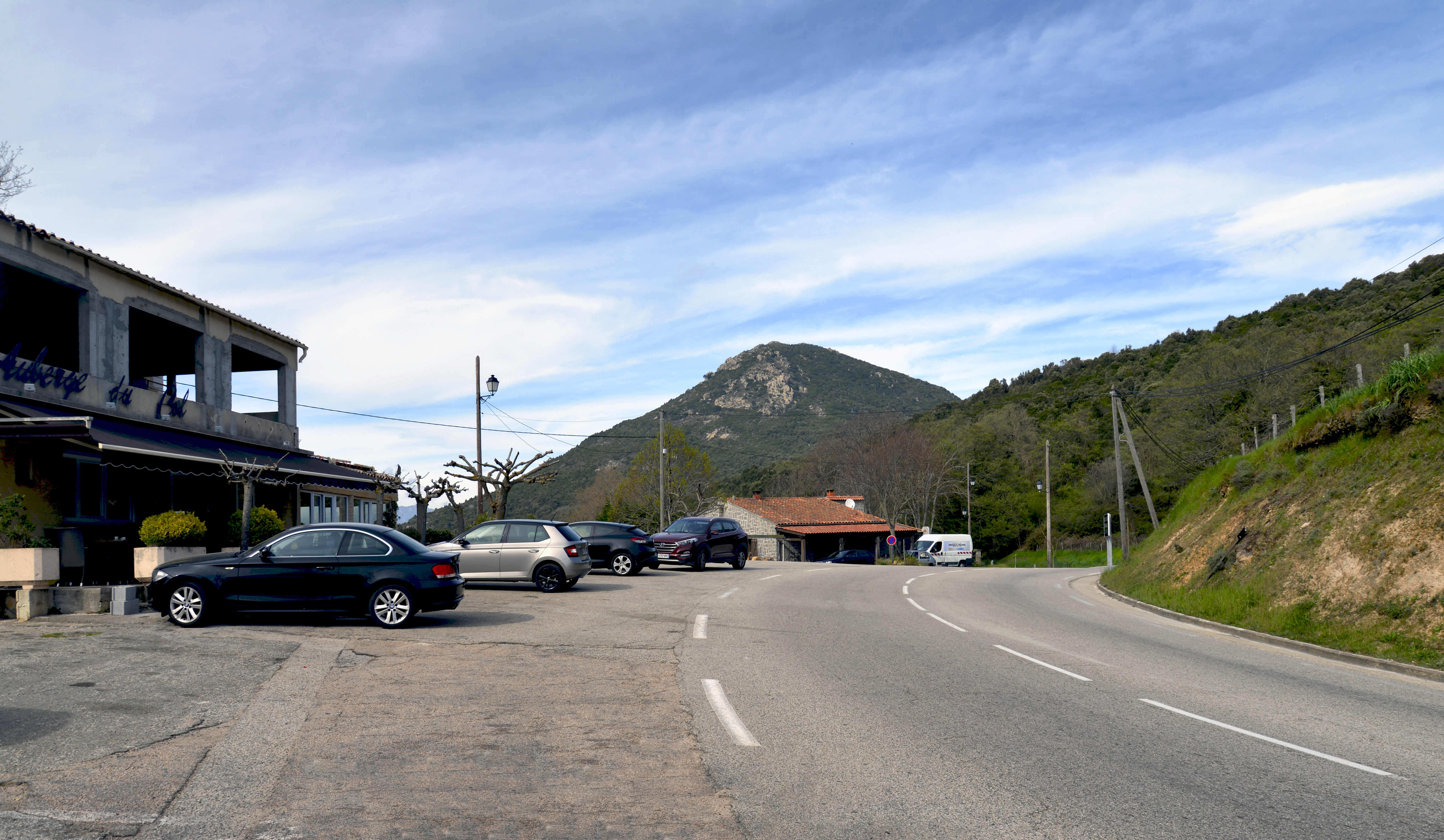
Herberg op de pas